# Fabrikation
Fabrikation er det at fabrikere en vare eller et produkt ved brug af maskiner, værktøj og arbejdskraft, oftest på en fabrik.
Terminologien kan referere til forskellige aktiviteter fra kunsthåndværk til højteknologi, men benyttes primært i industriproduktion, hvor råmaterialer transformeres til slutprodukter. De færdige varer kan eksempelvis bruges til fabrikation af andre varer, mere komplekse varer som flyvemaskiner eller køretøjer. De kan også sælges til grossistvirksomheder, som sælger dem videre til detailhandlen, som igen sælger varerne til slutbrugerne.
En virksomhed eller en virksomhedsejer, der benytter sig af fabrikation kaldes for en fabrikant. En virksomhed kan godt producere uden at være fabrikant, det ses eksempelvis inden for fremstilling af mobiltelefoner eller computere, hvor fabrikanten ofte er en anden end producenten. Eksempelvis er Flextronics fabrikant af mobiltelefoner og fabrikerer for forskellige producenter.